# Distretto di El Idrissia
Il distretto di El Idrissia è un distretto della provincia di Djelfa, in Algeria, con capoluogo El Idrissia.

## Comuni
Il distretto di El Idrissia comprende 3 comuni:
- El Idrissia
- Douis
- Aïn Chouhada